# Meroles
Meroles is een geslacht van hagedissen uit de familie echte hagedissen (Lacertidae).

## Naam en indeling
De wetenschappelijke naam van de groep werd voor het eerst voorgesteld door John Edward Gray in 1838. Er zijn acht soorten die vroeger tot de geslachten Eremias en Lacerta werden gerekend. De schoffelsnuithagedis werd lange tijd aan Aporosaura toergekend.

## Uiterlijke kenmerken
De kop is bij veel soorten schoffel-achtig afgeplat om beter te kunnen graven. De staart is bij veel soorten erg lang.
De lichaamskleur is variabel, veel soorten hebben bruine kleuren met vlekken of strepen. De soort Meroles cuneirostris heeft een opvallend rode staart.

## Verspreiding en habitat
De soorten leven in delen in delen van zuidelijk Afrika en komen voor in de landen Angola, Botswana, Malawi, Namibië, Tanzania, Zambia, Zimbabwe en Zuid-Afrika. De habitat bestaat uit zanderige streken zoals woestijnen.

## Beschermingsstatus
Door de internationale natuurbeschermingsorganisatie IUCN is aan één soort een beschermingsstatus toegewezen. Meroles knoxii wordt als 'veilig' beschouwd (Least Concern of LC).

## Soorten
Het geslacht omvat de volgende soorten, met de auteur en het verspreidingsgebied.
| Naam                                     | Auteur              | Verspreidingsgebied                                                        |
| ---------------------------------------- | ------------------- | -------------------------------------------------------------------------- |
| Schoffelsnuithagedis (Meroles anchietae) | Bocage, 1867        | Angola, Namibië                                                            |
| Meroles ctenodactylus                    | Smith, 1838         | Namibië, Zuid-Afrika                                                       |
| Meroles cuneirostris                     | Strauch, 1867       | Namibië, Zuid-Afrika                                                       |
| Meroles knoxii                           | Milne-Edwards, 1829 | Namibië, Zuid-Afrika                                                       |
| Meroles micropholidotus                  | Mertens, 1938       | Namibië                                                                    |
| Meroles reticulatus                      | Bocage, 1867        | Angola, Namibië                                                            |
| Meroles squamulosa                       | Peters, 1854        | Angola, Botswana, Malawi, Namibië, Tanzania, Zambia, Zimbabwe, Zuid-Afrika |
| Meroles suborbitalis                     | Peters, 1869        | Botswana, Namibië, Zuid-Afrika                                             |